# Аим, Эммануэль
Эммануэль Аи́м, также Айм (фр. Emmanuelle Haïm; род. 11.5.1962, Париж) — французская клавесинистка и дирижёр.

## Биография
Была воспитана в католической вере, несмотря на то, что отец Аим — еврей. Окончила Парижскую консерваторию как пианистка (класс Ивонн Лефебюр) и как органистка (класс Андре Изуара). Стажировалась в искусстве игры на клавесине у Кеннета Гилберта и Кристофа Руссе.
На протяжении ряда лет играла партию continuo (на клавесине) в ансамбле «Цветущие искусства» под управлением Уильяма Кристи. Была ассистентом дирижёра Саймона Рэттла. В 2000 г. основала собственный ансамбль старинной музыки (барочный оркестр) «Le Concert d’Astrée»; с 2004 г. оркестр — в штате государственной Оперы Лилля.
В качестве дирижёра Аим неоднократно участвовала в крупных международных фестивалях — Глайндборнском (с 2001), Би-Би-Си Промс (c 2008) и др.  В 2007 г.  впервые гастролировала как дирижёр в США (в Лирической опере Чикаго) дирижировала оперой «Юлий Цезарь» Г.Ф. Генделя. В 2011 гастролировала в США как дирижёр Лос-Анджелесского симфонического оркестра.
Возглавляла вокальный факультет в Центре барочной музыки Версаля, в 1990-2002 преподавала в Парижской консерватории.
В дискографии Аим и руководимого ею коллектива выделяются записи «Дидоны и Энея» Г. Пёрселла (2003), «Орфея» (2003) и «Коронации Поппеи» (концертная запись 2008) К. Монтеверди, сопрановых кантат (2005) и оратории «Триумф Времени и Правды» (2007) Г.Ф. Генделя.

## Призы и награды
Оркест «Le Concert d’Astrée» дважды удостоен премии «Виктуар де ля мюзик»: в 2003 г. как лучший инструментальный ансамбль года, в 2008 г. вместе с солистом Филиппом Жаруски — за лучшую запись года «Карестини: История кастрата». В 2009 г. осуществлённая Аим и её ансамблем, при участии ряда выдающихся солистов, запись альбома барочных любовных арий «Lamenti» вновь получила премию как лучшая запись года.

## Пресса
Критики называют Аим одной из «самых интересных и небанальных интерпретаторов барочной оперы» и одним «из самых необычных дирижёров в новом поколении аутентистов». Борис Филановский поясняет:

Она какая-то неистовая. У неё словно имеется нечто очень личное по отношению к играемой музыке — никогда не знаешь, что именно, и не можешь предугадать её решения. Скажем, после её записи пёрселловской «Дидоны и Энея» — пожалуй, самой человечной, самой чувственной в истории этой оперы — можно было ожидать от неё той же глубины и пристальности вслушивания в Баха и Генделя. Но нет, и в Магнификате, и в Dixit Dominus Аим даёт волю своему необузданному нраву. Возможно, потому, что обе вещи — основа основ барочного ораториального репертуара, их играли и записывали бессчетное число раз, и Аим чувствует необходимость встряхнуть слушателя, привыкшего к «идеальным прочтениям». Темпы здесь бескомпромиссны и тяготеют к крайностям, и независимо от темпа исполнение Аим оставляет ощущение чего-то скорее вылепленного, нежели произнесённого. Она как бы представляет музыкальное целое в одновременности, так что его остается только развернуть в пространстве. Эта сила воображения и порождает исполнительскую неистовость.